# Sång till modet
Sång till modet är ett album av Mikael Wiehe, släppt år 2000. Skivan är utgiven av EMI.

## Låtlista
1. Allt har sin timme (Till mina döttrar)
2. Jag vill inte va fattig
3. Jag spelade för dårarna
4. Den enda vägen
5. Just i den här sekunden
6. Fråga Guillermo Marquez Jara
7. Jag slipar knivar
8. Tiderna är hårda
9. Jägaren
10. En sång till modet
11. Det här är ditt land